# Вызов (фильм, 1958)
«Вызов» (итал.  La sfida) — кинофильм итальянского режиссера Франческо Рози, вышедший на экран в 1958 году. Является дебютной работой режиссера, за которую он получил специальный приз жюри Венецианского кинофестиваля. С этой же картины начинается тема «неаполитанской мафии» в творчестве Ф. Рози. Фильм производства итальянских компаний Cinecittà и Vides Cinematografica, а также испанских компаний Lux Film и Suevia Films. Сценарий к фильму написали Сузо Чекки Д`Амико,  Энцо Провенцале, Франческо Рози.

## Сюжет
Фильм повествует о жизни начинающего амбициозного бизнесмена по имени Вито Полара, который не желает мириться с существующим монопольным порядком по продаже овощей. Для этого ему приходится идти на рискованную сделку с крестным отцом местной мафии, доном Сальваторе Айелло. С тех пор дела идут в гору, растет финансовое благополучие. В фильме присутствует и романтическая линия, которая позволяет зрителю узнать героя совершенно с другой стороны. Пожалуй, образ юной Ассунты для героя является единственным искренним лучом света среди домашнего быта и нескончаемых финансовых сделок. Во время собственной свадьбы его захватывает круговорот неотложных дел. Как зачастую случается, герой встает перед выбором, а , точнее, бросает вызов самому себе, от исхода которого зависит его будущее. Но здесь стоит задаться вопросом - был ли выбор у Вито на самом деле?

## В ролях
- Розанна Скьяффино - Ассунта
- Хосе Суарес - Вито Полара
- Нино Винджелли - Дженнаро
- Хосе Хаспе - Рафаэль
- Десимо Кристиане - дон Сальваторе Айелло
- Эльза Валентино Асколи - мать Ассунты
- Паскуале Ченнамо - Фернандо Айелло

## Награды
Фильм участвовал в кинофестивалях и получил награды:

### Венецианский кинофестиваль- 1958 г.
- Специальный приз жюри (Франческо Рози) - победа